# Kwonkan goongarriensis
Kwonkan goongarriensis är en spindelart som beskrevs av Main 1983. Kwonkan goongarriensis ingår i släktet Kwonkan och familjen Nemesiidae.
Artens utbredningsområde är Western Australia. Inga underarter finns listade i Catalogue of Life.